# مزرعة كومان
مزرعة كومان (بالفارسية: مزرعه كومان) هي منطقة سكنية تقع في سيستان وبلوتشستان في إيران.